# Neil Elliot
Neil Elliot aussi appelé Gelong Thubten Gyatso et Gen Thubten est un enseignant principal et ancien moine britannique de la Nouvelle Tradition Kadampa (NKT).
De 1991 à 1995, Gelong Thubten Gyatso (alias Gen Thubten ou Neil Elliot) a été nommé « Gen-la » et enseignant résident du Madhyamaka Center (Pocklington, York) et futur successeur de Kelsang Gyatso. Il a été décrit par la NKT comme "le premier maître de méditation tantrique anglais qualifié en Grande-Bretagne" et était connu comme le "disciple de cœur" de Kelsang Gyatso qui a écrit une prière pour sa longue vie qui était récité régulièrement dans les centres NKT. Selon Madeleine Bunting, "Gen Thubten [..] est décrit par d'anciens membres comme ayant été le 'pouvoir derrière le trône'." Bunting déclare en outre que "les anciens membres comprennent que Gen Thubten a été défroqué en raison d'une violation de ses vœux monastiques. Il était profondément vénéré par les 3 000 membres du NKT pour sa connaissance du bouddhisme et son enseignement charismatique.". Il a été « dénoncé pour avoir eu des relations sexuelles sous couvert de pratique spirituelle avec des religieuses, des étudiants célibataires, des étudiants mariés et en relation à long terme » selon un ancien membre.